# Централноамерикански броненосец
Централноамериканският броненосец (Cabassous centralis) е вид бозайник от семейство Броненосцови (Dasypodidae).

## Разпространение
Видът е разпространен в Белиз, Венецуела, Гватемала, Еквадор, Колумбия, Коста Рика, Мексико (Чиапас), Никарагуа, Панама, Салвадор и Хондурас.